# الجيش الروماني الأول

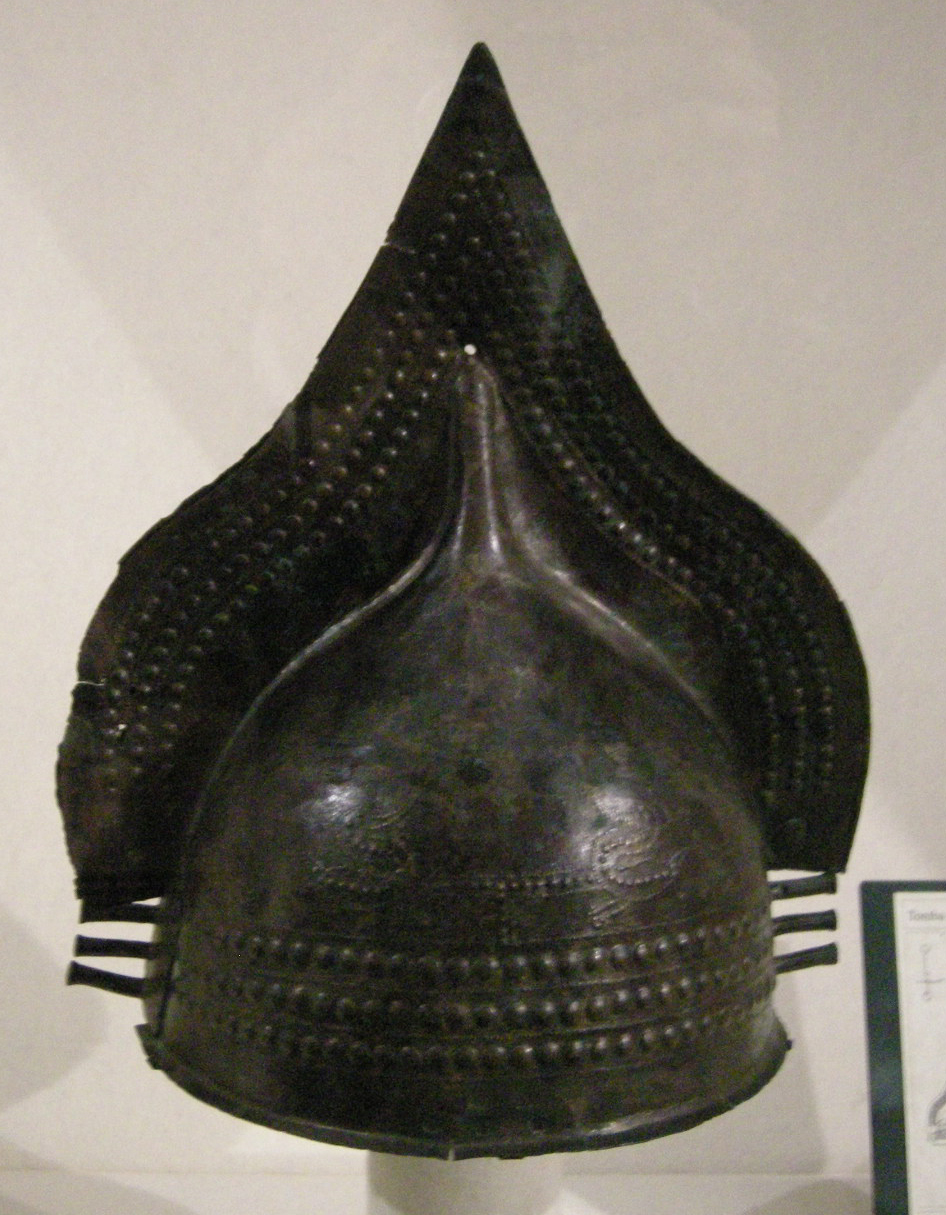
خوذة متوجة في متحف غوارناتشي

نشرت روما القديمة الجيش الروماني الأول خلال عهد المملكة الرومانية وفي أوائل عهد الجمهورية الرومانية نحو عام 300 قبل الميلاد، مع إدخال ما سمي بالفيلق الشرذمي أو «البوليبي».
حتى عام 550 قبل الميلاد تقريبًا، لم يكن هناك جيش «وطني» روماني، بل مجموعة من فرق الحرب المرتكزة إلى العشيرة، والتي لم تندمج في قوة موحدة سوى خلال فترات الخطر الخارجي الجسيم. نحو عام 550 قبل الميلاد، وخلال الفترة التي عُرفت تقليديًا باسم حكم الملك سيرفيوس توليوس، يبدو أنه قد فُرض تجنيد عام على المواطنين الذكور البالغين المؤهلين. ويبدو أن هذا التطور كان قد تزامن مع إدخال الدروع الثقيلة لمعظم المشاة.
اعتمد الجيش الروماني الأول على التجنيد الإجباري للمواطنين الذكور البالغين الذي كان يفرض في بداية كل موسم حملات في السنوات التي أعلنت فيها الحرب. ربما لم يكن هناك قوات دائمة أو قوات محترفة. خلال عهد المملكة الرومانية (حتى عام 500 قبل الميلاد تقريبًا) كان معدل التجنيد يقدّر بنحو 9000 مقاتل، 6000 منهم كانوا مشاة مدججين بالأسلحة (ربما هوبليت على الطراز اليوناني) إضافة إلى 2.400 من المشاة المزودين بأسلحة خفيفة (روراري وسُموا في وقت لاحق فيليتز) و600 من سلاح الفرسان الخفيف (سلاح فرسان السريع). وحين استُبدل الملوك قبل نحو عام 500 قبل الميلاد، بقنصلين يُنتخبان سنويًا، بقي معدل التجنيد على حاله، إلا أنه بات مقسمًا في تلك الآونة بين القنصلين اللذين يقود كل منهما فيلقًا يبلغ تعداده 4,500 مقاتل.
من المرجح أن عنصر الهوبليت كان قد نُشر في تشكيلة سلامية على الطراز اليوناني في المعارك المنظمة الكبرى. ومع ذلك، كانت تلك المعارك نادرة نسبيًا، إذ كان معظم القتال يشمل مناوشات وغارات حدودية صغيرة النطاق. في هذه المعارك، كان الرومان يقاتلون في وحدتهم التكتيكية الرئيسية، السنتوريا المكونة من 100 مقاتل. إضافة إلى ذلك، استمر وجود القوات المرتكزة على العشيرة حتى عام 450 قبل الميلاد على أقل تقدير، على الرغم من أنها كان تقوم بعملياتها، ظاهريًا على الأقل، تحت سلطة القنصلين.
في عام 493 قبل الميلاد، وبعد فترة قصيرة على تأسيس الجمهورية الرومانية، أبرمت روما معاهدة تحالف عسكري دائمة (فويدوس كاسيانوم) مع دول المدن اللاتينية الأخرى المجتمعة. نصت المعاهدة، التي من المحتمل أن الدافع وراءها كان الحاجة لنشر اللاتينيين لدفاع موحد ضد غارات شنتها قبائل التلال المجاورة، على أن يوفر كل طرف قوة متساوية للحملات تحت قيادة موحدة. بقيت المعاهدة سارية حتى عام 358 قبل الميلاد.

## الخلفية: روما الأولى (حتى عام 338 قبل الميلاد)

### التطورات السياسية-الاجتماعية
وفقًا للأسطورة الرومانية، أسس رومولوس روما في عام 753 قبل الميلاد. وعلى الرغم من ذلك، يشير الكم الهائل من الأدلة الأثرية التي كُشف عنها منذ سبعينيات القرن العشرين إلى أن روما لم تمتلك خصائص دولة مدينة موحدة (مقابل مجموعة من المستوطنات المنفصلة على قمة التل) قبل حوالي عام 625 قبل الميلاد. إلا أن الدليل نفسه أدى أيضًا إلى تشويه مصداقية نظرية ألفولدي التي كانت شائعة في السابق والتي تقول بأن روما كانت مستوطنة لا تتمتع بأي أهمية حتى عام 500 قبل الميلاد (وأن الجمهورية، بالنتيجة، لم تتأسس قبل عام 450 قبل الميلاد). ليس هنالك شك الآن أن روما كانت مدينة رئيسية في الفترة بين عامي 625 و500 قبل الميلاد، حين كانت مساحتها تبلغ نحو 285 هيكتار تقريبًا وكان تعدادها السكاني يبلغ نحو 35 ألف نسمة. جعل هذا منها ثاني أكبر مدينة في إيطاليا (بعد تارينتوم) وبمساحة تبلغ نحو نصف مساحة أثينا يومنا هذا (585 هكتار، بما في ذلك بيرايوس).
يجادل قليل من العلماء اليوم أن روما كانت محكومة من قبل ملوك في فترتها القديمة، على الرغم من شكوك حول تاريخية أسماء جميع الملوك السبعة المحفوظة عبر التقاليد (إجمالًا يُعتبر رومولوس نفسه أسطورة). ومن المحتمل أيضًا وجود ملوك عديدون أكثر ممن حافظت التقاليد عليهم، بالنظر إلى المدة الطويلة للعصر الملكي (حتى لو بدأ في عام 625 قبل الميلاد لا في عام 653 قبل الميلاد). على الرغم من أوتوقراطيتها، لم تكن الملكية الرومانية شبيهة بملكية القرون الوسطى. إذ إنها لم تكن وراثية أو قائمة على «الحق الإلهي»، بل كانت انتخابية وخاضعة للسيادة المطلقة للشعب. كان الملك (ريكس Rex، من جذر الفعل Regere، الذي يعني حرفيًا «الحاكم») يُنتخب مدى الحياة من خلال جمعية الشعب (الجمعية الانتخابية في الأصل) على الرغم من أنه ثمة دليل قاطع على أن العملية كانت فعليًا تحت إشراف بطارقة الروم، وهم طائفة إثنية أرستقراطية وراثية. كان معظم الملوك من غير الرومان قد استُقدموا من الخارج، وكانوا دون شك شخصية محايدة يمكن اعتبارها فوق فصائل بطارقة الروم (شبيهين بعض الشيء ببوديستا في مدن العصور الوسطى الإيطالية). على الرغم من إمكانية أن يخلف الملك أقرباءُ النسب الخاصين به، فقد كانوا مطالبين بالترشح لانتخابات. وهكذا كان منصب وصلاحيات الملك مشابهين لمنصب وصلاحيات يوليوس قيصر حين عُين ديكتاتورًا مدى الحياة في عام 44 قبل الميلاد ومشابهين في واقع الأمر لمنصب وصلاحيات الأباطرة الرومان اللاحقين.
وفقًا للتقاليد الرومانية، في عام 616 قبل الميلاد، انتُخب مواطن إتريوري يُدعى لوكومو، من بلدة تاركويني، ملكًا لروما حاصلًا على لقب لوسيوس تاركوينيوس بريسكوس الأول. وخلفه صهره، سيرفيوس توليوس، ومن ثم خلفه ابنه، لوسيوس تاركوينيوس سوبربوس الثاني. أفضى تأسيس هذه «السلالة» من أصل إتريوري ببعض المؤرخين القدامى إلى الادعاء بأن روما الملكية كانت محتلة من قبل قوات من تاركويني وذات طابع إتريوري ثقافيًا وعسكريًا. إلا أن هذه النظرية كانت قد دُحضت باعتبارها أسطورة من قبل كورنيل وبعض المؤرخين المعاصرين الآخرين، الذين يشيرون إلى دليل دامغ بأن روما بقيت مستقلة سياسيًا، فضلًا عن كونها مدينة لاتينية لغويًا وثقافيًا. في ما يتعلق بالجيش، يجادل فصيل كورنيل أن إدخال المشاة المدججين بالأسلحة في أواخر العهد الملكي اتبع نماذج يونانية، لا نماذج إتريورية.
يبدو أن الإطاحة بالنظام الملكي كانت أكيدة ً نحو عام 500 قبل الميلاد وأنه قد استُبدل بصيغة معينة من الحكم الجماعي. من المرجح أن الثورة التي أطاحت بالنظام الملكي الروماني كانت من تخطيط طبقة بطارقة الروم وأن هدفها لم يكن إقامة ديمقراطية، كما حاجج لاحقًا كتاب قدماء، بل إقامة أوليغارشية يهيمن عليها بطارقة الروم. من المحتمل أن «غطرسة» و«استبداد» عائلة تاركين، اللذين تجسدا بحادثة اغتصاب لوكريشا، كانا انعكاسًا لمخاوف بطارقة الروم حيال تنامي سلطة عائلة تاركين وسحبهم للامتيازات التي كانت لدى بطارقة الروم، ومن المرجح أن ذلك كان من خلال نيل دعم الدهماء (العوام). ومن أجل ضمان سيادة بطارقة الروم، كان لا بد من تجزئة سلطة الملوك الأوتوقراطية وتقليصها بصورة دائمة. وهكذا حل محل حاكم واحد إدارة جماعية، التي سرعان ما تطورت إلى بريتورين (بريتور، وأعيدت تسميته إلى قنصل في عام 305 قبل الميلاد)، امتلكت صلاحيات مساوية ومدة محدودة للولاية (عام واحد، بدلًا من مِلك مدى الحياة للملوك).